# Nova Kachovka
Nova Kachovka (ukrajinsky Нова Каховка, rusky Новая Каховка) je město na levém břehu Dněpru v Chersonské oblasti na jihu Ukrajiny. K 1. lednu 2022 ve městě žilo 44 427 obyvatel.

## Dějiny
Město se začalo stavět pro ubytování pracovníků na výstavbě Kachovské přehrady roku 1950 na místě vsi Ključevo. Nový název (podle nedalekého staršího města Kachovka) mu byl přidělen 28. února 1952.
Průmyslové závody a infrastruktura města se budovaly v urbanistické koncepci nového komunistického města.
24. února 2022 město obsadila ruská armáda.

## Průmysl
Město je průmyslové, jsou zde strojírenské a potravinářské závody, nábytkářská firma a důležitý říční přístav na Dněpru, který od února 2022 okupuje ruská armáda.

## Architektura
- pravoslavná katedrála sv. Ondřeje
- radnice
- palác kultury
- vítězný oblouk – brána přístavu na Dněpru
- sportovní stadion

## Rodáci
- Oleksandr Dovženko (1894–1956) – ukrajinský filmový režisér
- Juliana Fedaková – ukrajinská tenistka
- Anhelina Kalininová – ukrajinská tenistka

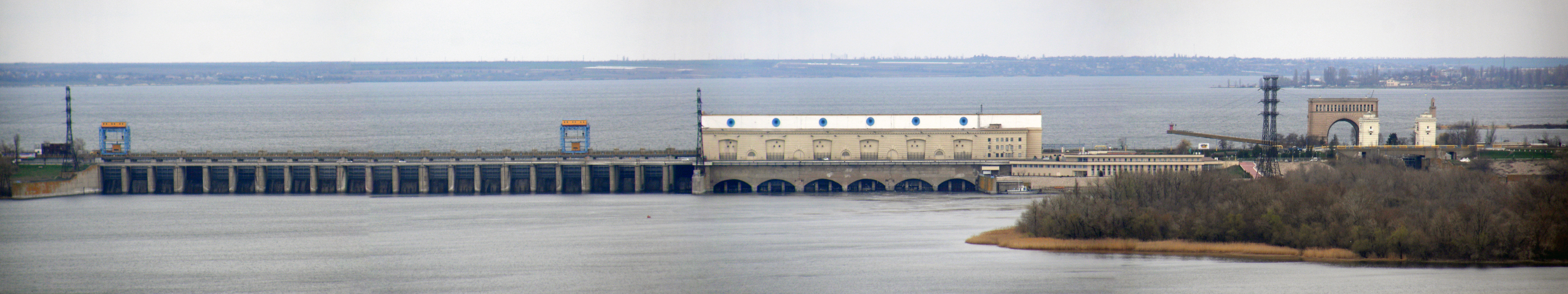
Vodní elektrárna, přehradní nádrž a brána přístavu